# Südheide und Aschauteiche bei Eschede
Südheide und Aschauteiche bei Eschede este o arie protejată (arie de protecție specială avifaunistică — SPA) din Germania întinsă pe o suprafață de 8.514 ha, integral pe uscat.

## Localizare
Centrul sitului Südheide und Aschauteiche bei Eschede este situat la coordonatele 52°46′34″N 10°24′04″E / 52.7761°N 10.4011°E.

## Înființare
Situl Südheide und Aschauteiche bei Eschede a fost declarat arie de protecție specială avifaunistică în iunie 2001 pentru a proteja 20 de specii de animale.

## Biodiversitate
Situată în ecoregiunea atlantică, aria protejată nu include niciun habitat protejat.
La baza desemnării sitului se află mai multe specii protejate de  păsări (20): minunița (Aegolius funereus), rață mică (Anas crecca crecca), rață-cu-cap-castaniu (Aythya ferina), rața moțată (Aythya fuligula), Charadrius dubius curonicus, barză neagră (Ciconia nigra), erete de stuf (Circus aeruginosus), ciocănitoare neagră (Dryocopus martius), ciuvică (Glaucidium passerinum), Grus grus grus, codalb (Haliaeetus albicilla), ciocârlie de pădure (Lullula arborea), grangur (Oriolus oriolus), vultur pescar (Pandion haliaetus), Podiceps cristatus cristatus, Podiceps grisegena grisegena, Rallus aquaticus aquaticus, sitar de pădure (Scolopax rusticola), Tachybaptus ruficollis ruficollis, fluierarul de zăvoi (Tringa ochropus).